# جان ریچاردز
جان ریچاردز (به انگلیسی: John Richards) بازیکن فوتبال زادهٔ ۹ نوامبر ۱۹۵۰ اهل انگلستان بود که سابقهٔ بازی در تیم ملی فوتبال انگلستان را در کارنامهٔ خود دارد. وی در تاریخ ۱۲ مه ۱۹۷۳ تنها بازی ملی خود را در مقابل تیم ملی فوتبال ایرلند شمالی انجام داد.